# Маркерсдорф (Саксония)
Маркерсдорф (нем. Markersdorf) — община в Германии, в земле Саксония.
Подчиняется административному округу Дрезден. Входит в состав района Гёрлиц. Население составляет 4156 человек (на 31 декабря 2010 года). Занимает площадь 62,39 км².
Коммуна подразделяется на 6 сельских округов.